# Baucelin de Linais
Baucelin de Linais, in latino medievale talvolta Balzolinus de Lonegio, talaltra Bançelinus o Basolinus de Linegio (... – fl. 1275 - 1283) è stato un architetto francese, attivo nel Regno di Sicilia nel tardo XIII secolo, al servizio di Carlo I d'Angiò.

## Biografia
Sebbene le fonti angioine del regno di Napoli, appellandolo gallicus o ultramontanus, ne suggeriscano la provenienza dalla Francia, forse dall'abitato di Linas, non è possibile affermare con esattezza quale fosse la sua città d'origine. Tanto meno vi sono dettagli relativi all'anno di nascita, all'estrazione familiare o alle circostanze che lo condussero in Italia meridionale a servizio della corona angioina.
Alcune congetture lo vogliono attivo tra i muratores gallici impegnati nel cantiere di Lucera, nel quale ebbe probabilmente occasione per distinguersi. L'11 ottobre 1275 è infatti nominato per la prima volta, in qualità di prothomagister, nel cantiere per la ricostruzione del castello di Belvedere, nel gualdo (bosco) di Napoli (oggi Marano di Napoli), in sostituzione di Pietro de Chaule. La responsabilità della conduzione del cantiere fu in un primo tempo condivisa con Pietro Castaldo, di Castellammare di Stabia, insieme al quale venne nominato expensor e con cui condivideva lo stipendio di un tarì d'oro al giorno; ma già a dicembre dello stesso anno Carlo I precisò meglio la suddivisione dei compiti, affidando al Castaldo il rendiconto economico e a Baucelin la direzione tecnica. Con successive lettere reali del 1276, il sovrano recedette dall'idea di ricostruire il castello com'era in epoca normanna e dispose la costruzione di due torri angolari collegate da un cammino di ronda.
Delle poche vestigia rimaste di quel castello, a Baucelin si attribuisce il disegno di una bifora in stile gotico, della quale si è ravvisata una spiccata somiglianza con il triforio nel transetto settentrionale dell'abbazia di San Germano ad Auxerre. Più in generale, la critica tende a riconoscergli una specializzazione quasi da "architetto di interni", impegnato nella realizzazione di particolari architettonici in stile gotico francese (finestre, camini e privata) più che nella conduzione di cantieri complessi di natura ecclesiastica o strettamente militare.
Baucelin de Linais operò ancora presso il castello di Belvedere nel 1277, quando fu incaricato di costruire, attorno al castello ormai completato, le case per gli alti ufficiali.
A marzo dell'anno successivo, Carlo I aveva fatto il suo nome per la direzione del cantiere dell'abbazia di Santa Maria di Realvalle a Scafati, che venne però affidata a un altro magister, Thibaud de Saumur. Poche settimane dopo, ad aprile di quello stesso anno, il sovrano lo inviò a Melfi perché nella conduzione del cantiere per l'ampliamento del castello sostituisse Riccardo da Foggia, caduto in disgrazia agli occhi del sovrano. Qui, sin dall'agosto 1878 Baucelin lavorò sotto la supervisione di Pierre d'Angicourt, tra i più noti prothomagistri angioini dell'epoca, il cui genio architettonico-militare avrebbe potuto giovare all'importante cantiere melfitano: quel castello, edificato in epoca normanna, era interessato infatti da importanti lavori di ampliamento comprendenti oltre al resto la costruzione di sette torri. Le fonti non sono tuttavia concordi nell'attribuzione della paternità delle opere realizzate, anche sulla base di considerazioni di ordine cronologico che suggeriscono di ascrivere a Riccardo da Foggia buona parte di quelle realizzazioni, sebbene successive al suo allontanamento da Melfi.
La presenza di Baucelin de Linais a Melfi fu in un primo tempo indirizzata al completamento dell'ala palaziale Nell'estate del 1278, intanto, l'architetto aveva preso il posto Pierre d'Angicourt quale provisor (sovrintendente) delle fortificazioni angioine in Puglia.: in Puglia fu attivo, tra gli altri cantieri, presso quello del castello di Bari e quello per la costruzione delle mura di Lucera.
Il 27 marzo 1279 fu nominato superastans operum curie per i palacii di Mola e Villanova, con le relative cisterne, in sostituzione di Guido (o Guidotto) de Monasterio Sancti Iohannis, inviato a Melfi; ma poco dopo i due tornarono a scambiarsi i ruoli. La presenza di Baucelin de Linais a Melfi è attestata sino al 1283.